# 今岡賀雄
今岡 賀雄（いまおか よしお、1900年（明治33年）6月 - 1944年（昭和19年）3月14日）は、昭和時代前期の電気工学者、通信技術者、実業家。

## 経歴・人物
東京府士族・今岡純一郎の長男として生まれる。1924年（大正13年）東京帝国大学物理学科を卒業後、東京電気株式会社（のちの東京芝浦電気株式会社→東芝）に入社、1935年（昭和10年）製造部長、取締役、技師長を歴任する。1944年（昭和19年）3月14日、激務による過労により川崎駅にて事故に遭い殉職した。
東京電気にて無線通信機および真空管の研究に従事し、1935年（昭和10年）に150kWの大電力放送機を完成させた。ほか、「マツダランプ」の開発および製造で培った知見をもとに、無線用真空管「サイモトロン」などを開発した。没後の1944年（昭和19年）11月28日、「通信機並びに通信兵器生産に関する功労顕著」として毎日通信賞の第6回通信名誉賞を受賞した。

## 親族
- 父：今岡純一郎（1874－1934）- 大阪出身。北海道士族今岡濟の長男として生れ、1898年に東京帝国大学工科大学造船科卒業後逓信省に入り、イギリス・ドイツに留学、遞信技師、鉄道省技師、高等海員審判所審判官などを経て1916年に浦賀船渠に入社、その後同社社長を務めた[5][6]。
- 妻：今岡泰子（海軍中将・山路一善の長女。聖心女子学院出身）[1]